# SN 2011fs
SN 2011fs – supernowa typu Ia odkryta 15 września 2011 roku w galaktyce UGC 11975. W momencie odkrycia miała maksymalną jasność 16,80m.